# Голяма пъструшка
Голямата пъструшка (Porzana porzana) е птица от семейство Дърдавцови. Среща се и в България. Водолюбив вид, обитател на блата, езера, мочурища и речни разливи с брегове, обрасли с гъста водолюбива растителност. Вероятен неин предшественик – ботуненската (от поречието на р. Ботуня) пъструшка, е открит в ранно-плейстоценското палеонтологично находище Вършец край с. Долно Озирово (област Монтана), живял преди около 2,2 млн. г.